# 与謝野晶子
与謝野 晶子（よさの あきこ、正字:與謝野 晶子、1878年〈明治11年〉12月7日 - 1942年〈昭和17年〉5月29日）は、日本の歌人、作家、思想家。本名は与謝野 志やう（よさの しょう）。旧姓は鳳（ほう）。ペンネームの「晶子」の「晶」は、本名から取ったもの。夫は、同じく歌人の与謝野鉄幹。
雑誌『明星』に短歌を発表しロマン主義文学の中心的人物となった。

## 経歴

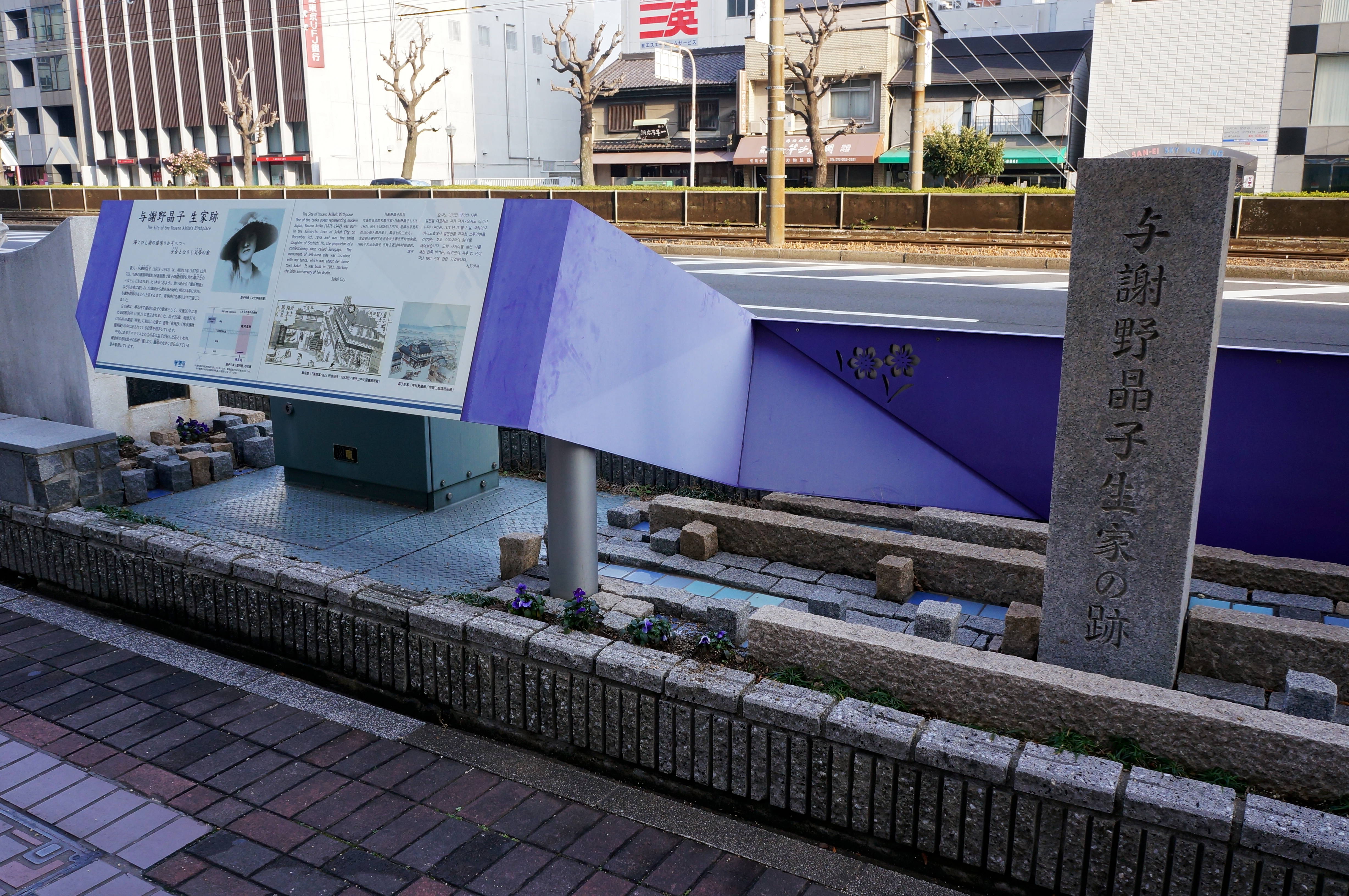
生家跡（大阪府堺市堺区甲斐町西1丁）

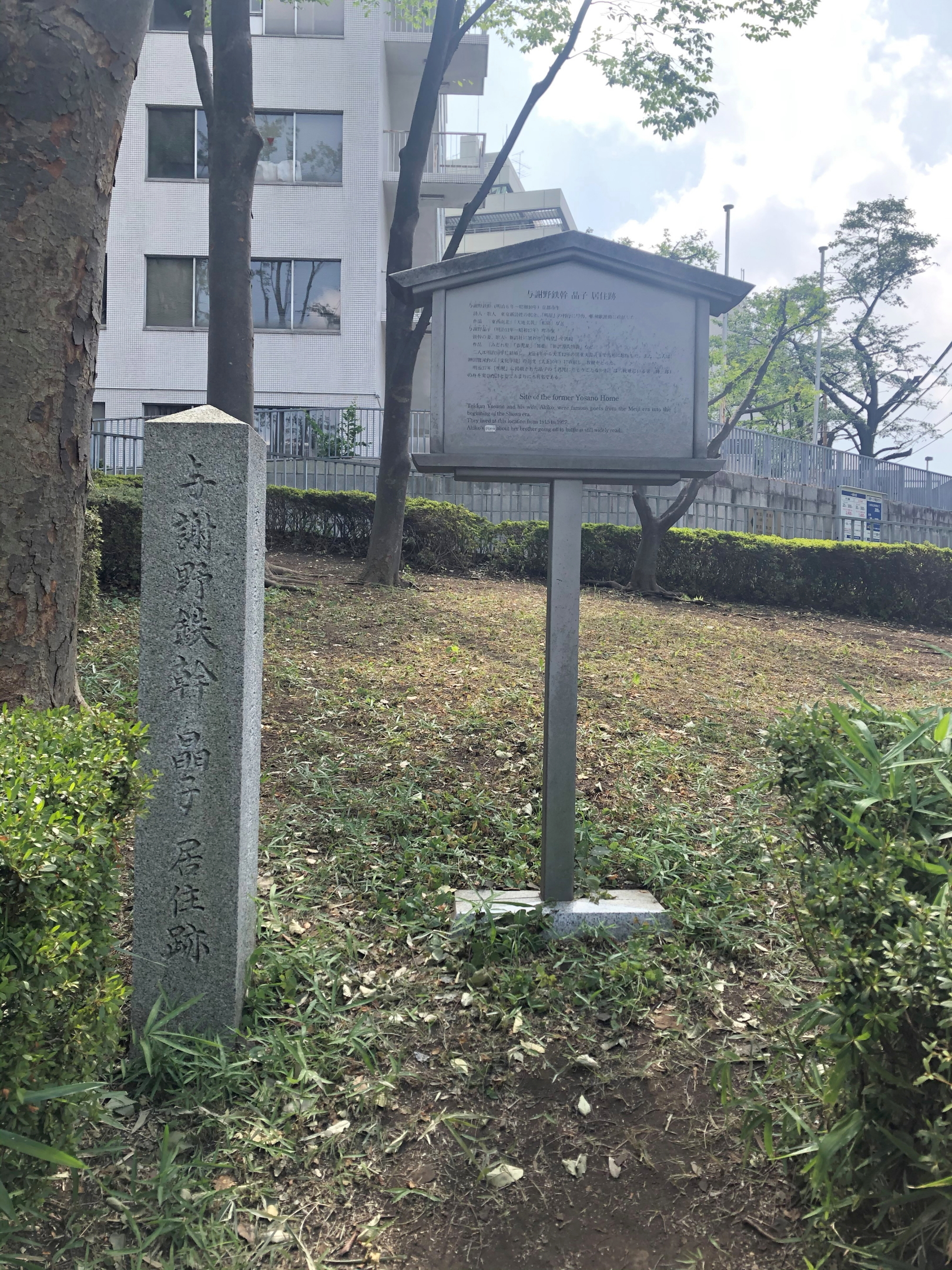
与謝野鉄幹晶子居住跡（東京逓信病院敷地内）

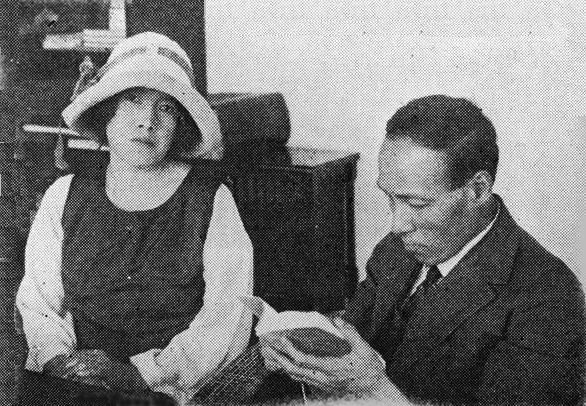
夫・鉄幹と

鳳志やうは、堺県和泉国第一大区甲斐町（現在の大阪府堺市堺区甲斐町東1丁・甲斐町西1丁）で老舗和菓子屋「駿河屋」を営む、父・鳳宗七、母・津祢の三女として生まれた。家業は没落しかけており、3人目の女の子であったため両親から疎まれて育つ。
実の兄にはのちに電気工学者となる鳳秀太郎がいた。9歳で漢学塾に入り、琴・三味線も習った。堺市立堺女学校（現・大阪府立泉陽高等学校）に入学すると『源氏物語』などを読み始め古典に親しんだ。また兄の影響を受け、「十二、三のころから、『柵草紙』（後には『めざまし草』）『文学界』や紅葉、露伴、一葉などの小説を読むのが一番の楽しみ」（『明星』1906年5月）であった。16歳の時には、『文芸倶楽部』に鳳晶子の名前で投稿した短歌が載った。
20歳ごろより店番をしつつ和歌を投稿するようになる。浪華青年文学会に参加の後、1900年（明治33年）、浜寺公園の旅館で行なわれた歌会で歌人・与謝野鉄幹と不倫の関係になり、鉄幹が創立した新詩社の機関誌『明星』に短歌を発表。翌年家を出て東京に移り、女性の官能をおおらかに謳う処女歌集『みだれ髪』（鳳晶子）を刊行し、浪漫派の歌人としてのスタイルを確立した。のちに鉄幹と結婚、子供を12人出産している。
1904年（明治37年）9月、『君死にたまふことなかれ』を『明星』に発表。大町桂月との間にこの詩をめぐって論議がおこった。1911年（明治44年）には史上初の女性文芸誌『青鞜』創刊号に「山の動く日きたる」で始まる詩を寄稿した。1912年（明治45年）、晶子は鉄幹の後を追ってフランスのパリに行くことになった。洋行費の工面は、森鴎外が手助けをし、また『新訳源氏物語』の序文を書いた鴎外がその校正を代わった。同年5月5日、読売新聞が「新しい女」の連載を開始し、第一回に晶子のパリ行きを取り上げ、翌6日には晶子の出発の様子を報じた。翌6月の『中央公論』では、晶子の特集が組まれた。敦賀港から船でロシアのウラジオストク港へ渡りウラジオストク駅からシベリア鉄道に乗りモスクワ経由でパリへ旅立った。その際に詠んだ　「いざ、天の日は我がために金の車をきしらせよ、 颶風の羽は東より いざ、こころよく我を追へ。黄泉の底まで、なきながら、 頼む男を尋ねたる、その昔にもえや劣る。 女の恋のせつなさよ。晶子や物に狂ふらん、 燃ゆる我が火を抱きながら、 天がけりゆく、西へ行く、 巴里の君へ逢ひに行く。与謝野晶子」と書かれた石碑がウラジオストクの極東連邦大学東洋学院の敷地にある。
5月19日、シベリア鉄道経由でパリに到着した晶子は、9月21日にフランスのマルセイユ港から貨客船「平野丸」で帰国の途につくまでの4か月間、イギリス、ベルギー、ドイツ、オーストリア、オランダなどを訪れた。また帰国してから2年後、鉄幹との共著『巴里より』で、「（上略）要求すべき正当な第一の権利は教育の自由である。」と、女性教育の必要性などを説いた。
1921年（大正10年）に建築家の西村伊作と、画家の石井柏亭そして夫の鉄幹らとともにお茶の水駿河台に文化学院を創設する。男女平等教育を唱え、日本で最初の男女共学を成立させる。晶子は学監として女子教育を実践した。
子だくさんだったが、鉄幹の詩の売れ行きは悪くなる一方で、彼が大学教授の職につくまで夫の収入がまったくあてにならず孤軍奮闘した。来る仕事はすべて引き受けなければ家計が成り立たず、歌集の原稿料を前払いしてもらっていたという。多忙なやりくりの間も、即興短歌の会を女たちとともに開いたりし、残した歌は5万首にも及ぶ。『源氏物語』の現代語訳『新新源氏』、詩作、評論活動とエネルギッシュな人生を送り、女性解放思想家としても巨大な足跡を残した。
1940年4月、京都の鞍馬山で行われる鉄幹の法要に出席のため関西に行き、旅から帰ってきたのち5月に脳出血で右半身不随になり、1942年（昭和17年）1月4日意識不明になる。同年5月29日、狭心症に尿毒症を併発し、荻窪の自宅で死去。享年65(満63歳没)。同年6月1日に青山斎場で彼女の葬儀・告別式が営まれ、高村光太郎が弔辞を読み上げ、堀口大學が挽歌を捧げた。戒名は白桜院鳳翔晶燿大姉。墓は多磨霊園にある。毎年堺市にある覚応寺では命日に、「白桜忌（はくおうき）」という法要がいとなまれている。

## 業績

### 作家・歌人

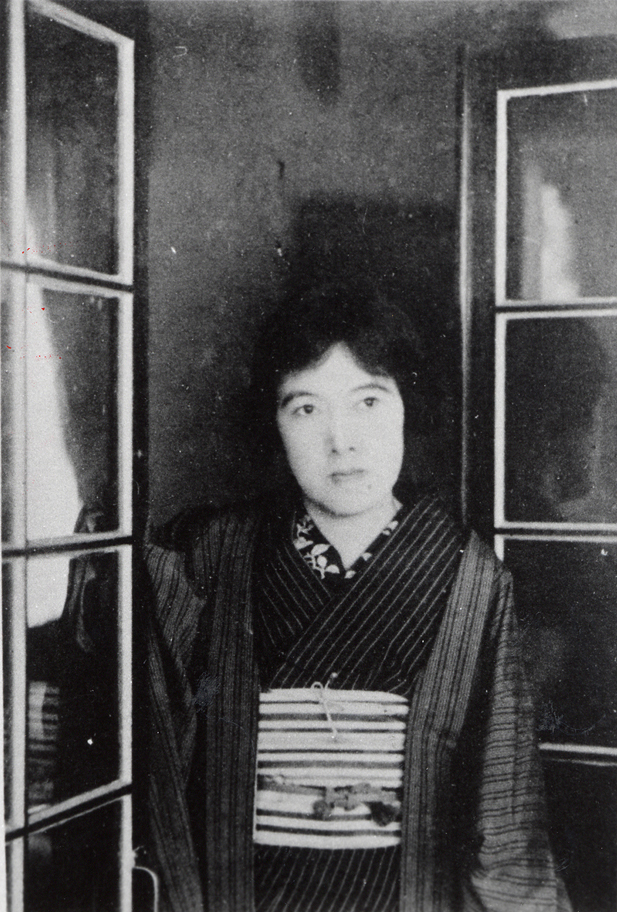
窓際でポーズをとる

情熱的な作品が多いと評される歌集『みだれ髪』（1901年）や、日露戦争の時に歌った『君死にたまふことなかれ』が有名である。『源氏物語』の現代語訳でも知られる。
歌集『みだれ髪』では、女性が自我や性愛を表現するなど考えられなかった時代に女性の官能をおおらかに詠い、浪漫派歌人としてのスタイルを確立した。伝統的歌壇から反発を受けたが、世間の耳目を集めて熱狂的支持を受け、歌壇に多大な影響を及ぼすこととなった。所収の短歌にちなみ「やは肌の晶子」と呼ばれた。
1904年（明治37年）9月、半年前に召集され日露戦争の旅順攻囲戦に予備陸軍歩兵少尉として従軍していた弟を嘆いて『君死にたまふことなかれ』を『明星』に発表した。なお、晶子の弟の鳳籌三郎は日露戦争から帰還し、1944年（昭和19年）まで生きているが、彼の所属した歩兵第8連隊はこの詩が詠まれた頃は遼陽会戦を戦っており、旅順攻囲戦には参戦していない可能性が高い。
その3連目で「すめらみことは戦いに　おおみずからは出でまさね（天皇は戦争に自ら出かけられない）」と唱い、晶子と親交の深い歌人であった文芸批評家の大町桂月はこれに対して｢家が大事也、妻が大事也、国は亡びてもよし、商人は戦ふべき義務なしといふは、余りに大胆すぐる言葉」と批判した。晶子は『明星』11月号に『ひらきぶみ』を発表、「桂月様たいさう危険なる思想と仰せられ候へど、当節のやうに死ねよ死ねよと申し候こと、またなにごとにも忠君愛国の文字や、畏おほき教育御勅語などを引きて論ずることの流行は、この方かへつて危険と申すものに候はずや｣と非難し、「歌はまことの心を歌うもの」と桂月に反論した。
大町桂月は『太陽』誌上で論文『詩歌の骨髄』を掲載し「皇室中心主義の眼を以て、晶子の詩を検すれば、乱臣なり賊子なり、国家の刑罰を加ふべき罪人なりと絶叫せざるを得ざるものなり」と激しく非難したが、夫・与謝野鉄幹と平出修の直談判により、桂月は「詩歌も状況によっては国家社会に服すべし」とする立場は変えなかったものの、晶子に対する「乱臣賊子云々」の語は取り下げ、論争は収束する。この後、1925年（大正14年）6月11日、桂月は57歳で病没するが、『横浜貿易新報』に晶子は追憶をよせた。
この騒動のため晶子は「嫌戦の歌人」という印象が強いが、1910年（明治43年）に発生した第六潜水艇の沈没事故の際には、「海底の　水の明りにしたためし　永き別れの　ますら男の文」等約十篇の歌を詠み、第一次世界大戦の折は『戦争』という詩のなかで、「いまは戦ふ時である　戦嫌ひのわたしさへ　今日此頃は気が昂る」と極めて励戦的な戦争賛美の歌を作っている。満州事変勃発以降は、戦時体制・翼賛体制が強化されたことを勘案しても、満州国成立を容認・擁護し、1942年（昭和17年）に発表した『白櫻集』で、以前の歌「君死にたまうことなかれ」とは正反対に、戦争を美化し、鼓舞する歌を作った。例えば、「強きかな　天を恐れず　地に恥ぢぬ　戦をすなる　ますらたけをは」や、海軍大尉として出征する四男に対して詠んだ『君死にたまうことなかれ』とは正反対の意味となる「水軍の　大尉となりて　わが四郎　み軍にゆく　たけく戦へ」など。このようなことから、反戦家としては一貫性がなかった。
日露戦争当時に「幸徳秋水の反戦論は大嫌いだ」と公言しているが、大逆事件では秋水ら死刑になった十二人に「産屋なる　わが枕辺に　白く立つ　大逆囚の　十二の棺」という歌を1911年（明治44年）3月7日に『東京日日新聞』に発表している。刑死者の一人大石誠之助は『明星』の同人で関わりも深く、また女性でただ一人死刑となった管野スガは未決在監中に弁護士・平出修に晶子の歌集の差し入れを頼んでいるが、晶子は直接差し入れなかったことの悔恨を小林天眠への手紙に残している。
1911年（明治44年）に『青鞜』発刊に参加。『そぞろごと』で賛辞を贈って巻頭を飾り、「新しい女の一人」として名を寄せた。同年、文部省と内務省が文芸作品の顕彰と称し、諮問機関・文芸委員会を作ったことに対し、晶子は「栄太郎　東助といふ　大臣は　文学をしらず　あはれなるかな」と皮肉に満ちて批判的な歌を作っている。文芸委員会に対しては、夏目漱石も「最も不愉快な方法で行政上に都合のいい作品のみを奨励するのが見えすいている」と言っている。
1915年（大正4年）12月12日の読売新聞に『駄獣の群』という国会や議員に対する不信を詠う長詩を発表した。また、晶子は婦人参政権を唱え、『婦選の歌』を作っている。この歌は山田耕筰作曲で第一回全日本婦選大会において披露された。
1924年（大正13年）文化学院、専門学校および高等専修学校式歌(校歌)「賀頌」作詞。作曲は山田耕筰。
2014年（平成25年）に発見された未発表の歌では、日中戦争の拡大を憂いて「秋風やいくさ初（はじ）まり港なるたゞの船さへ見て悲しけれ」と詠んでいる。「たゞの船」とは民間の商船のこと。1937年（昭和12年）8月13日、横浜港で扇子にしたためたという。
晶子が34歳のとき『新訳源氏物語』を四冊本として出したが、拠り所とした北村季吟の『湖月抄』には誤りが多く、外遊の資金調達のために急ぎ、また、校訂に当たった森鷗外は『源氏物語』の専門家でないなど欠陥が多いものだった。そのため、一からやり直し、源氏54帖のうち最後の『宇治十帖』を残すまで書き上げたが、関東大震災のために文化学院にあった原稿が灰になってしまう。またも一からやり直し、さらに17年かけて6巻本『新新訳源氏物語』を完成させる。1938年（昭和13年）10月より刊行し、翌年9月に完結した。
晶子は短歌や詩、評論以外に「童話、美文」も手掛けている。『環の一年間』『八つの夜』『うねうね川』『行って参ります』などのおとぎ話や童話集のほかに、数多くの童話や少女小説風な物語などを雑誌に発表している。こうした作品の執筆期間は、現在わかっているだけで、1907年（明治40年）から1925年（大正14年）まで、実に20年近い。

### 評論家
晶子は日露戦争後から新聞や雑誌に警世の文を書くようになり、社会問題・婦人問題に関した評論活動をはじめる。評論は「女性の自立論」と「政治評論」に分類できる。教育問題なども評論している。渡欧から帰国し、境時代に蓄積してきた東洋思想に、西洋近代哲学を移入し晶子の思想的基盤が構築されていった。東洋思想については「荘子」「列子」など、西洋思想についてはアリストテレス、R・デカルト、F・W・ニーチェなどの思想による人間学的考察を行い、晶子特有のユニークな人間観を形成した。そしてこうした思想が評論活動につながっていく。1915年（大正4年）1月から総合誌『太陽』誌上の「婦人界評論」に長文の連載を、1916年（大正5年）9月からは「横浜貿易新報」に特別寄稿家として連載を開始する。

#### 女性の自立論
1912年（明治45年）5か月間の渡欧体験で、自立した女性たちを間近見た体験はその後の「母性保護論争」の下地となった。
晶子は「女性が自分で自己鍛錬・自己修養し、人格陶冶すること」を説いた。これは英米思想的な個人主義である。また、数学が大変得意であり、「女性も自然科学を学ぶべき」と主張した。
反良妻賢母主義を危険思想だと見ていた文部省の取り締まり強化に対し、妊娠・出産を国庫に補助させようとする平塚らいてうの唱える母性中心主義は、形を変えた新たな良妻賢母にすぎないと論評し、平塚らいてう、山田わからを相手に母性保護論争を挑んで「婦人は男子にも国家にも寄りかかるべきではない」と主張した。ここで論壇に登場した女性解放思想家・山川菊栄は、保護（平塚）か経済的自立（与謝野）かの対立に、婦人運動の歴史的文脈を明らかにし、差別のない社会でしか婦人の解放はありえないと社会主義の立場で整理した。文部省の意向とは全く違う次元で論争は終始した。

#### 政治評論
晶子は反共産主義、反ソ連の立場から論陣を張った。その論文の数は、実に20本を越える。『君死にたまふことなかれ』を前面に出してはいたが、前述のように一貫性がなく、当時『労農主義』として紹介されていたマルクス・レーニン主義も批判していた。
シベリア出兵を「日本の領土的野心を猜疑され、日露戦争の外債による国民生活の疲弊を再び起こす」と反対している。また、米騒動に関して『太陽』誌上に「食料騒動について」という文を書き、その中で当時の寺内内閣の退陣を要求している。

#### 教育評論と学校創立
晶子は『中央公論』1919年（大正8年）5月号に「教育の国民化を望む」（単行本『激動の中を行く』にした時『教育の民主主義化を要求す』と改題）という文を書いている。各府県市町村に民選の教育委員を設けることを提案している。今の教育は「文部省の専制的裁断に屈従した教育」であるから、それを「各自治体におけるそれらの教育委員の自由裁量に一任」し、それによって「教育が国民自身のものとなる」と主張している。他にも、ヨーロッパの老婦人が若い婦人とさまざまの社会奉仕に努力する姿を見て、日本にも成人教育や社会教育の場を作るよう提言している。
1921年（大正10年）晶子と鉄幹と文化学院を創立する。晶子はそこで教師となる。文化学院では、自由と個性を尊重する人間教育をめざし、自由な服装など校則にしばることなく、文化や芸術で感性を育てる教育をおこなった。カリキュラムは広範囲にわたり、特に芸術関連科目が多く、教員には作曲家や画家など専門家が加わった。最初は中等教育を受ける機会が少ない女子のための中学部から出発し、40名の女生徒が入学した。1923年（大正12年）から男女共学になる。

## 家族・親族
鳳家
- 父・宗七（1847年9月[25] - 1903年9月[26]）
- 母・津祢（1851年1月[27] - 1907年2月[26]）
- 兄・秀太郎（1872年2月 - 1931年9月。電気工学者）
- 弟・壽三郎（1880年8月[27] - 1944年2月[25]）

与謝野家
- 義父・礼厳（1823年10月 - 1898年8月。僧侶、歌人）
- 夫・鉄幹（1873年2月 - 1935年3月。歌人）
- 長男・光（1902年11月[26] - 1992年4月[28]。医師。東京都衛生局長・東京医科大学理事など歴任）
- 次男・秀（1904年7月[26] - 1971年1月。外交官）

秀は外交官としてイタリア・エジプト大使などを歴任し、1964年東京オリンピック事務長を務めた。
- 次男の妻・道子（1915年6月 - 2000年10月。評論家、随筆家）
- 長女・八峰（1907年3月[26] - 1992年5月[28]）
- 次女・七瀬（1907年3月[26] - ?。八峰と双子）
- 三男・麟（1909年3月[26] - 1964年5月[28]）
- 三女・佐保子（1910年2月[26] - ?）
- 四女・宇智子（1911年2月[26] - 2005年1月[28]）
- 四男・アウギュスト（1913年4月[26] - 1985年5月[28]。後に昱（いく）と改名。機械技術者。日本電気株式会社宇宙開発本部長代理）
- 五女・エレンヌ（1915年3月[26] - 1991年10月[28]）
- 五男・健（1916年3月[26] - 1991年5月[28]。住友金属工業株式会社副社長）
- 六男・寸（1917年10月[26]。生後2日で死亡）
- 六女・藤子（1919年3月[26] - 2012年4月[28]）
- 孫・馨（1938年8月 - 2017年5月。政治家）
- 孫・達（1941年[29] - 。金融家）
- 孫・文子（1947年5月 - 。詩人、美術評論家）
- 孫・久（1946年 - 。建築家）
- 曾孫・信（1975年6月[30] - 。外資系社員）

晶子と子どもたち
晶子は生涯に出産を11回経験している。双子児は2回で、一組は育ちもう一組は1人が死産だった。1911年（明治44年）に本になった第一評論集「一隅より」の「産屋物語」の中では、お産の苦しみを「盲腸の六倍ですからね」「死刑前五分間」と言いながらも、だからこそ子どもが可愛いと晶子は訴えている。1912年（明治45年）5月、晶子は寛を追ってパリに向かう。渡欧先から二人は子どもたちに宛て、電車のきっぷや絵の具、飛行機をお土産に買って帰ることなどを書いたはがきをたくさん送っている。パリに滞在しながらドイツ、オーストリアなどに旅に出ていたが、日本に残してきた子どもたちへの思いが嵩じ、さらに妊娠して体の変調もあったため9月に帰国の途につく。『明星』が廃刊になるなど、経済的に厳しい時でも、裁縫でも料理でも一流の腕前だった晶子は、お金をかけない料理の工夫をした。また彼岸のおはぎや月見団子などを手作りするなど、季節の味や行事も大切に暮らした。赤ん坊をおんぶしながら、台所で煮物をしながら、なんでもそばにある鉛筆やペンなどで心覚えを書きとめておいた。そのノートに娘たちはいたずら書きをし、男の子は汽車や電車の絵を書いてしまうが、それでもめげすに歌を詠み書き物をして一家を支えた。長男の光は回顧録『晶子と寛の想い出』で「僕が学校へ上がるまでっていうのはほんとうに貧乏でしたから、玩具は買ってもらえなかったけど、夜、寝しなに、母が枕元でお話をしてくれましてね。」と語っている。晶子の教育観は、どちらかというと放任主義だったが、子どもたちを私立に通わせるなど、良い教育が受けられるように心を砕いた。たくさんの子どもたちとの生活の様子は、次男の嫁・道子が記した『どっきり花嫁の記』や、長男の嫁になった廸子の『想い出』に綴られている。
与謝野家子どもたちの名前
生まれた子どもたちの名付け親には著名人が名を連ねている。 長男の光は詩人で翻訳家の上田敏。 二男の秀は詩人の薄田泣菫。 双子の長女八峰、二女七瀬は作家の森鴎外。 鴎外は双子の名を詠みこんだ祝歌も作っている。
四男のアウギュストはパリを訪れたとき、彫刻家のアウギュスト・ロダンに会えたことを記念につけられたがのちに昱と改名。五女のエレンヌは改名が難しかったので呼び名を「幸子」と変えている。

## 著作・文献

### 自著
- 定本 与謝野晶子全集 全20巻（講談社、1979年 - 1981年）
- 鉄幹晶子全集 全32巻（勉誠出版、2001年 - 2011年）。本文篇 31巻＋最終巻は全歌集五句索引篇
- 鉄幹晶子全集 別巻 全8巻（拾遺篇 短歌、勉誠出版、2013年 - 2021年）。逸見久美ほか編
- 鳳晶子「みだれ髪」 名著複刻全集22・日本近代文学館
  - みだれ髪（ほるぷ出版、1984年）。日本の文学7巻、市古貞次・小田切進 編
  - みだれ髪（新潮文庫）、他にハルキ文庫
  - みだれ髪 附=みだれ髪拾遺（今野寿美訳注、新版・角川文庫）
- 全訳源氏物語 上・中・下（角川文庫クラシックス）
  - 大活字版『ザ・源氏物語』全文対訳（第三書館）
- 梗概源氏物語（武蔵野書院）鶴見大学文学部、池田利夫 編
- 与謝野晶子訳 蜻蛉日記（平凡社ライブラリー）
- 紫式部日記・和泉式部日記（角川ソフィア文庫）
- 与謝野晶子歌集（岩波文庫）
- 与謝野晶子評論集（岩波文庫）
- 愛、理性及び勇気（講談社文芸文庫 現代日本のエッセイ）
- 女人創造 叢書 女性論（大空社）
- 与謝野寛晶子書簡集成（八木書店）
- 私の生ひ立ち（女性文庫：学陽書房）挿絵 竹久夢二
- 童話 環の一年間（和泉書院）
- 母の愛 与謝野晶子の童話（婦人画報社、1998年）

### 関連文献
- 1954年9月 『晶子曼陀羅』佐藤春夫著、大日本雄弁会講談社。（角川文庫、1962年4月。講談社文芸文庫、1993年11月。ISBN 4061962485）
- 1957年1月 『与謝野晶子書誌』入江春行著、創元社
- 1967年11月 『うたの心に生きた人々』茨木のり子著、さ・え・ら書房。ISBN 4378018276（ちくま文庫、ISBN 448002879X）
- 1967年3月 『どっきり花嫁の記：はは与謝野晶子』与謝野道子著、主婦の友社。角川書店
- 1968年3月 『与謝野晶子』福田清人、浜名弘子編（清水書院『センチュリーブックス 人と作品』21）、清水書院。ISBN 4389400215
- 1972年 『千すじの黒髪：わが愛の与謝野晶子』田辺聖子著、文藝春秋。ISBN 4163022503（文春文庫、1975年。ISBN 4167153017）
- 1981年1月 『与謝野晶子の秀歌』馬場あき子著、短歌新聞社〈現代短歌鑑賞シリーズ〉。（『馬場あき子全集』第9巻、三一書房、1997年4月。ISBN 4380975428）
- 1981年3月 『晶子の周辺』入江春行著、洋々社
- 1981年7月 『みだれ髪の系譜：詩と絵の比較文学』芳賀徹著、美術公論社（講談社学術文庫、1988年10月。ISBN 406158846X）
- 1981年12月 『与謝野晶子』新間進一著、桜楓社〈短歌シリーズ・人と作品4〉。ISBN 4273005050
- 1983年5月 『与謝野晶子の文学』入江春行著、桜楓社〈近代の文学13〉
- 1984年3月 『与謝野晶子：昭和五十九年春季特別展』堺市博物館編、堺市博物館
- 1984年7月 『想い出 わが青春の与謝野晶子』与謝野廸子著、三水社
- 1985年8月 『与謝野晶子評論集』鹿野政直、香内信子編、岩波書店
- 1985年9月 『夢のかけ橋：晶子と武郎有情』永畑道子著、新評論。（新装版、1988年。ISBN 479480010X／文春文庫、1990年10月。ISBN 4167524023）
- 1986年9月 『山の動く日きたる：評伝与謝野晶子』山本千恵著、大月書店。ISBN 4272540416
- 1987年9月 『華の乱』永畑道子著、新評論。ISBN 4794831145（新装版、1988年7月。ISBN 4794800118／文春文庫、1992年6月。ISBN 416752404X）
- 1988年10月 『姑の心、嫁の思い：義母・与謝野晶子との会話』与謝野道子著、PHP研究所。ISBN 4569223478
- 1989年2月 『憂国の詩：鉄幹と晶子・その時代』永畑道子著、新評論。ISBN 4794800231（ちくま文庫、1996年1月。ISBN 4480031472）
- 1989年5月 『アメリカで与謝野晶子をうたえば』吉岡しげ美著、朝日新聞社。ISBN 4022560134
- 1990年8月 『与謝野晶子研究：明治の青春』赤塚行雄著、學藝書林。ISBN 4905640741（決定版、1994年10月。ISBN 4875170076）
- 1990年10月 『与謝野晶子の教育思想研究』平子恭子著、桜楓社。ISBN 427302392X
- 1991年4月 『与謝野晶子歌碑めぐり：全国版』堺市博物館編、二瓶社。ISBN 4931199097（新訂、2007年5月。ISBN 9784861080388）
- 1991年3月 『与謝野晶子：その生涯と作品：没50年記念特別展』堺市博物館編、堺市博物館
- 1991年6月 『与謝野晶子』河出書房新社編、（『新文芸読本』）、河出書房新社。ISBN 4309701582
- 1991年9月 『晶子と寛の思い出』与謝野光著、思文閣出版。ISBN 478420668X
- 1992年3月 『与謝野晶子』尾崎左永子他著、大岡信編（『群像 日本の作家』6）小学館。ISBN 4095670061
- 1992年7月 『恋むらさき：小説・与謝野晶子』倉橋燿子著、（『mimiヤングガールズ・ブック』）、講談社。ISBN 4061708538
- 1992年8月 『日本橋魚河岸と文化学院の思い出』金窪キミ著、卯辰山文庫
- 1992年11月 『鷗外と「女性」：森鷗外論究』金子幸代著、大東出版社。ISBN 4500005889
- 1993年3月 『愛のうた：晶子・啄木・茂吉』尾崎左永子著、創樹社
- 1993年9月 『初恋に恋した女：与謝野晶子』南条範夫著、講談社。ISBN 4062066203（講談社文庫、1997年5月。ISBN 4062635186）
- 1993年10月 『与謝野晶子：昭和期を中心に』香内信子著、ドメス出版。ISBN 4810703703
- 1993年11月 『わが晶子わが啄木：近代短歌史上に輝く恒星と遊星』川内通生著、有朋堂。ISBN 4842201673
- 1994年2月 『君死にたまふこと勿れ』中村文雄著、和泉書院〈和泉選書85〉。ISBN 4870886278
- 1994年10月 『晶子讃歌』中山凡流著、沖積舎。ISBN 4806045985
- 1995年4月 『与謝野晶子』平子恭子著、河出書房新社〈年表作家読本〉。ISBN 4309700551
- 1995年5月 『与謝野晶子を学ぶ人のために』上田博、富村俊造編、世界思想社。ISBN 4790705544
- 1996年1月 『君も雛罌粟われも雛罌粟：与謝野鉄幹・晶子夫妻の生涯』渡辺淳一著、文藝春秋。上巻 ISBN 9784163160108／下巻 ISBN 9784163160207（文春文庫、上 ISBN 9784167145224／下 ISBN 9784167145231）
- 1996年7月 『資料与謝野晶子と旅』沖良機著、武蔵野書房
- 1996年9月 『山川登美子と与謝野晶子』直木孝次郎著、塙書房。ISBN 4827300763
- 1996年11月 『女をかし与謝野晶子：横浜貿易新報の時代』赤塚行雄著、神奈川新聞社。ISBN 4876452059
- 1997年1月 『絵画と色彩と晶子の歌：私の与謝野晶子』持谷靖子著、にっけん教育出版社〈にっけんの文学・文芸シリーズ〉。ISBN 4795201943
- 1997年9月 『火の色す：富村俊造・与謝野晶子アカデミーの軌跡』与謝野晶子アカデミー百回記念誌編集委員会編、『山の動く日』の会
- 1998年3月 『尾崎行雄：「議会の父」と与謝野晶子』上田博著、三一書房。ISBN 4380982173
- 1998年7月 『チョコレート語訳：みだれ髪』俵万智訳、河出書房新社。ISBN 4309012280（河出文庫、2002年7月。ISBN 4309406556）
- 1998年7月 『與謝野晶子と周辺の人びと：ジャーナリズムとのかかわりを中心に』香内信子著、創樹社。ISBN 479430529X
- 1998年7月 『与謝野晶子と源氏物語』市川千尋著、国研出版。ISBN 4795292167
- 1998年10月 『與謝野晶子』渡邊澄子著、新典社〈女性作家評伝シリーズ2〉。ISBN 4787973029
- 1999年2月 『風呂で読む与謝野晶子』松平盟子著、世界思想社。ISBN 4790707415
- 1999年7月 『おんな愛いのち：与謝野晶子/森崎和江/ヘーゲル』園田久子著、創言社。ISBN 4881465112
- 2000年4月 『文に生きる絵に生きる：与謝野晶子、ビアトリクス・ポター、リリアン・ヘルマン、いわさきちひろ』越水利江子、落合恵子、今関信子、松本由理子著、岩崎書店。ISBN 4265051421
- 2000年6月 『東西南北・みだれ髪』永岡健右、荻野恭茂 著、久保田淳 監修、明治書院〈和歌文学大系 第26巻〉。ISBN 462541301X
- 2000年10月 『与謝野寛・晶子：心の遠景』上田博著、嵯峨野書院。ISBN 4782303122
- 2002年6月 『九州における与謝野寛と晶子』近藤晋平著、和泉書院〈和泉選書130〉。ISBN 4757601603
- 2003年4月 『与謝野晶子：童話の世界』古沢夕起子著、嵯峨野書院。ISBN 4782303734
- 2003年4月 『与謝野晶子とその時代：女性解放と歌人の人生』入江春行著、新日本出版社。ISBN 4406029982
- 2003年6月 『与謝野晶子の歌鑑賞』平子恭子著、短歌新聞社。ISBN 480391124X
- 2004年9月 『陸は海より悲しきものを 歌の与謝野晶子』竹西寛子著、筑摩書房。ISBN 9784480823557
- 2007年7月 『君死にたもうことなかれ 与謝野晶子の真実の母性』茨木のり子著、童話社。ISBN 9784887470699
- 2009年2月 『与謝野晶子』松村由利子著、中央公論新社。ISBN 9784120040108
- 2010年6月 『与謝野晶子温泉と歌の旅』杉山由美子著、小学館。ISBN 9784093881265
- 2011年3月 『与謝野晶子の「源氏物語礼讃歌」』伊井春樹著、思文閣出版。ISBN 9784784215683
- 2011年9月 『寛と晶子：九州の知友たち』近藤晋平著、和泉書院〈和泉選書169〉。ISBN 9784757605985
- 2013年11月 『与謝野晶子の叙景歌：歌集『心の遠景』を読む』中西輝磨著、本阿弥書店〈群炎叢書78〉。ISBN 9784776810360
- 2020年3月 『与謝野晶子をつくった男：明治和歌革新運動史』加藤孝男著、本阿弥書店。ISBN 9784776814450
- 2021年11月 『戦争下の文学者たち：『萬葉集』と生きた歌人・詩人・小説家』小松靖彦著、花鳥社。ISBN 9784909832467
- 2022年7月 『よみがえる与謝野晶子の源氏物語』神野藤昭夫著、花鳥社。ISBN 9784909832580
- 2022年7月 『やわ肌くらべ』奥山景布子著、中央公論新社。ISBN 9784120055454
- 2022年9月 『ジャーナリスト与謝野晶子』松村由利子著、短歌研究社。ISBN 9784862727206

### 児童・子ども向け
- 『きんぎょのおつかい』（架空社）高部晴市、与謝野晶子 著
- 『与謝野晶子 女性の自由を歌った情熱の歌人』（学習まんが人物館／小学館）入江春行、漫画・あべさより 著
- 『与謝野晶子』（学習漫画 世界の伝記NEXT／集英社）漫画・神宮寺一 著

### 代表歌
- 髪五尺ときなば水にやはらかき少女ごころは秘めて放たじ（みだれ髪）
- 清水へ祇園をよぎる桜月夜今宵逢ふ人みなうつくしき（みだれ髪）
- 柔肌の熱き血潮に触れもみで寂しからずや道を説く君（みだれ髪）
- 誰見ても親はらからのここちすれ地震をさまりて朝に至れば（瑠璃光）今昔秀歌百選:選者：土屋博(日本オートスポーツセンター理事長)

## その他

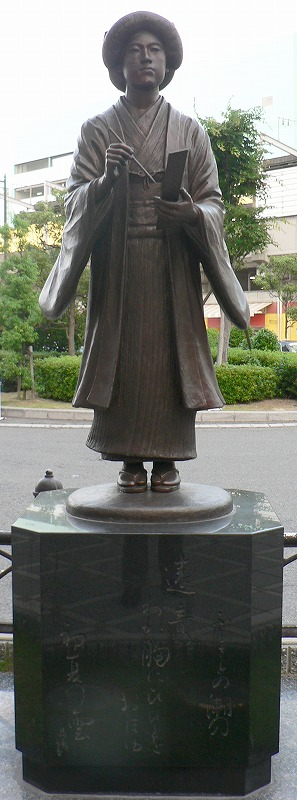
南海本線堺駅前の銅像

- 1907年（明治40年）3月、晶子は女の双生児を出産。命名を頼まれた森鷗外はその名（八峰・七瀬）を織り込んだ歌「聟（むこ）きませ一人は山の八峰（やつお）こえ一人は川の七瀬（ななせ）わたりて 」を贈っている[注釈 10]。
- 映画『華の乱』（1988年、東映京都制作所、深作欣二監督）は与謝野晶子の生涯を描く。吉永小百合が晶子を演じている。原作のひとつ『夢のかけ橋―晶子と武郎有情』（永畑道子著）は、晶子の有島武郎に対する仄かな恋心を探ったもの。
- 1998年（平成10年）5月に生誕120周年を記念して堺市の南海本線堺駅西口に銅像が建てられた。
- 内閣官房長官兼拉致問題担当大臣、経済財政政策担当大臣兼規制改革担当大臣、財務大臣兼金融担当大臣兼経済財政政策担当大臣などを歴任した与謝野馨は晶子の孫にあたる。馨が満3歳9か月の時に祖母・晶子が死去している。初めて衆議院議員選挙で落選し、浪人生活を送っているときに、祖母の詩集『みだれ髪』を復刻した。
- 晶子が死去する直前に病床で書いた、短歌の草稿ノートが2014年に発見された。短歌は約90首収録されており、日付は1941年10月から1942年1月2日となっている[9]。

## 演じた人物
- 渡辺美佐子 - 『みだれがみ』（1967年4月3日 - 1968年3月25日、NHK）

晶子渡欧のシーンでは実際に晶子が着用した衣装を着て出演した。
- 宝生あやこ - 『どっきり花嫁』（1968年12月8日、1969年6月1日、1969年10月12日、TBS、東芝日曜劇場）
- 浅茅陽子 -『獅子のごとく』（1978年8月21日、TBS）
- 加藤治子 -『どっきり花嫁-わが母 与謝野晶子-』（1982年、東海テレビ）
- 吉永小百合 - 映画『華の乱』（1988年）
- 山田邦子 - 『やわ肌の熱き血汐に』（1990年1月3日、日本テレビ、水曜グランドロマン）
- 原沙知絵 - 『足尾から来た女』（2014年1月25日、NHK土曜ドラマ）
- 羽田美智子 - 映画『この道』（2019年）